# Andrew Longino
Andrew Longino (Calgary, 18 luglio 2002) è uno sciatore freestyle canadese, specializzato nell’halfpipe.

## Biografia
Attivo in gare FIS dal 2018 e specializzato nell’halfpipe, Longino ha esordito in Coppa del Mondo il 7 settembre 2019, classificandosi 18º a Cardrona nella gara vinta dallo statunitense Birk Irving. Il 9 settembre 2024 ha ottenuto il suo primo podio nel massimo circuito, concludendo 3º nella medesima località nella gara vinta dal suo connazionale Brendan Mackay.

## Palmarès

### Coppa del Mondo
- Miglior piazzamento nella Coppa del Mondo generale di freestyle: 21º nel 2024
- 1 podio:
  - 1 terzo posto

### Giochi olimpici giovanili
- 1 medaglia:
  - 1 oro (halfpipe a Losanna 2020)